# رادیلووو
رادیلووو (به بلغاری: Radilovo) یک منطقهٔ مسکونی در بلغارستان است که در Peshtera Municipality واقع شده‌است.
 رادیلووو ۴۵٫۱۸۳ کیلومتر مربع مساحت و ۱٬۵۳۷ نفر جمعیت دارد و ۴۰۶ متر بالاتر از سطح دریا واقع شده‌است.